# Hopeville (Belize)
Hopeville ist ein Ort im Toledo District in Belize, Mittelamerika. Im Jahr 2000 hatte der Ort 176 Einwohner.

## Geografie
Der Ort liegt an der Küste der Bucht von Amatique, einer Bucht der Karibischen See, nördlich von Punta Gorda. Nach Nordwesten, zum Landesinnern, verläuft der Southern Highway und verbindet den Ort mit Toledo Settlement, Forest Home,  Eldridgeville und Pine Hill.
Südlich des Ortes mündet der Joe Taylor Creek in die Bucht von Amatique.

## Klima
Nach dem Köppen-Geiger-System zeichnet sich Hopeville durch ein tropisches Klima mit der Kurzbezeichnung Am aus.